# De razernij van een demonenkoning
De razernij van een demonenkoning is het derde boek van de fantasyserie De boeken van de Slangenoorlog. In deze tetralogie beschrijft Raymond Feist de tweede magische scheuring die Midkemia bedreigt.

## Samenvatting van het boek
Ru, die inmiddels de rijkste man van Krondor is als gevolg van zijn succesvolle ondernemingen (opgestart in het vorige deel van deze reeks), keert terug van Novindus waar hij samen met Nakur de overgebleven mensen van het korps van Caelis ophaalt. De komende jaren moet er nog veel gedaan worden omdat het leger van de smaragden koningin in aantocht is om het koninkrijk aan te vallen. Caelis en Eric leiden de harde kern van het leger van het Westen op, De Vlammende Adelaars. Of dit genoeg is is maar de vraag als het enorme leger van de Smaragden Koningin voor de haven van Krondor verschijnt. Ondertussen kampt Ru met zijn eigen problemen, Hertog Robert eist enorme hoeveelheden geld om de oorlog te financieren en zijn buitenechtelijke relatie met Sylvia Esterbeek begint steeds meer tijd op te eisen.
Ondertussen moeten Puc en Tomas wederom al hun krachten aanwenden om de duistere magie van de Panthatiërs af te wenden. Maar er zijn grotere krachten aan het werk, krachten waarbij zelfs Puc en Tomas wel wat hulp kunnen gebruiken. Hulp die ze dan ook vinden in de vorm van een oude bekende.